# Kai Curry-Lindahl
Kai Curry-Lindahl, född 10 maj 1917 i Stockholm, död 5 december 1990, var en svensk zoolog och populärvetenskaplig författare.
Lindahl, som blev filosofie hedersdoktor vid Uppsala universitet 1974, deltog aktivt i naturvårdsdebatten, och var som naturvårdsexpert knuten till Stockholms universitet mellan 1966 och 1969.
Han var chef för Skansens naturhistoriska avdelning, och efterträdde Carl Fries mellan 1953 och 1974, varvid han efterträddes av Per-Olof Palm.
År 1974 och 1983 var han gästprofessor på University of California, Berkeley, och 1974 och 1978 på University of Guelph, Ontario.
Från 1974 till sin död var han rådgivare åt FN-organen Unesco, FAO, UNEP samt omkring 35 afrikanska regeringar från sin bas i Nairobi. Under större delen av denna tid var han även knuten till det svenska Miljövårdssekretariatet.
Han var från 1947 gift med Anne van der Voordt (1925–2018). Makarna är begravda på Norra begravningsplatsen utanför Stockholm.

## Kai Curry-Lindahl Award
Curry-Lindahl instiftade ett pris för gärningar inom skötsel av miljöer, skydd och förökning av hotade arter av vattenfåglar.
Några mottagare av priset är: Joanna Burger, 2016, Heinz Hafner, 2003, James Kushlan, 2003, Dr. James Hancock, 1996, Dr. Luc Hoffman, 1994, och Dr. David B. Wingate, 1993.

## Böcker
- Tropiska fjäll, Stockholm 1953
- Djuren och människan i svensk natur, Stockholm 1955
- Djuren i färg : däggdjur, kräldjur, groddjur, Färgserien, Almqvist & Wiksell 1955
- Några djurarters utbredning – djurgeografi, Stockholm 1957
- Skogar och djur, Stockholm 1961
- Nordens djurvärld, Stockholm 1963
- Europas natur, Stockholm 1971
- Sjaunja och Kaitum: Europas största naturreservat, Rabén & Sjögren, Stockholm 1971
- An Ecological Strategy, New York 1972
- Groddjur och kräldjur i färg : alla Europas arter, Färgserien, Almqvist & Wiksell 1975
- Fjällämmel – en artmonografi, Bonnier, Stockholm 1975, ISBN 91-0-039966-3
- Låt dem leva. De utrotningshotade djuren världen över, Stockholm 1982
- Slaget om Lappland, Stockholm 1983
- Våra fiskar, Stockholm 1985
- Däggdjur, groddjur & kräldjur, Stockholm 1988